# Jakob Johann von Uexküll
Jakob Johann von Uexküll (Keblaste, 8 de septiembre de 1864 - Capri, 25 de julio de 1944) fue un biólogo y filósofo alemán báltico. Fue uno de los pioneros de la etología antes de Konrad Lorenz, mayormente famoso por el uso del concepto de Umwelt, término que ha tenido repercusiones considerables en la filosofía del siglo xx y otras áreas como la bioética, la semiótica, la teoría de sistemas y la antropología. 

## Biografía
Fue un biólogo con grandes realizaciones en los campos de la fisiología muscular y cibernética de la vida. Considerado uno de los máximos zoólogos del siglo xx y uno de los fundadores de la ecología, fue privado de su patrimonio durante la Primera Guerra Mundial. Ya antes había sido investigador libre en Heidelberg y luego en la Reserva Zoológica de Nápoles, cuando había conquistado una discreta reputación científica por sus investigaciones sobre la fisiología y el sistema nervioso de los invertebrados. Pero, una vez privado de su patrimonio familiar, se vio obligado a abandonar el sol meridional (aunque mantuvo una casa en Capri, donde murió en 1944 y donde en 1926 estuvo alojado Walter Benjamin durante algunos meses) y a integrarse a la Universidad de Hamburgo, fundando allí el Institut für Umweltforschung que lo hizo célebre.
Las investigaciones de Uexküll sobre el ambiente animal son contemporáneas tanto a la física cuántica como a las vanguardias artísticas. Como estas, sus investigaciones expresan el abandono sin reservas de toda perspectiva antropocéntrica en las ciencias de la vida y la radical deshumanización de la imagen de la naturaleza. Donde la ciencia clásica veía un único mundo, que comprendía dentro de sí a todas las especies vivientes ordenadas de manera jerárquica —desde las formas más elementales hasta los organismos superiores—, Uexküll propone, en cambio, una infinita variedad de mundos perceptivos, todos igualmente perfectos y conectados entre sí como en una gigantesca partitura musical; y, a pesar de ello, incomunicados y recíprocamente excluyentes, en cuyo centro están pequeños seres familiares y al mismo tiempo remotos (el erizo de mar, la ameba, la medusa, el gusano de mar, la anémona marina, la garrapata y otros), en quienes su unidad funcional con el ambiente parece aparentemente tan alejada de la del hombre y los animales denominados superiores.
Su realización más notable fue la noción de Umwelt, el mundo perceptible en el que un organismo existe y actúa como sujeto. Umwelt puede traducirse como 'mundo circundante' o incluso 'medio ambiente'. En cierto sentido se niega a hablar de las formas inferiores de vida. La vida es perfecta por doquier, es la misma en los círculos estrechos y en los más amplios. A tenor de su estructura, cada organismo posee anatómicamente un determinado sistema «receptor» y «efector». Ningún organismo podría sobrevivir sin la compleja cooperación de ambos sistemas, eslabones de una cadena descrita por Uexküll como «círculo funcional». La idea del Umwelt viene acompañada de los estudios musicales realizados por Uexküll. En ellos propone una naturaleza con estructura musical donde todas las funciones del cuerpo dependen de una armonía interna que ayuda a que se desempeñen correctamente en aras de su propósito.
Estudios posteriores como los de Kalevi Kull conectan los estudios de Von Uexküll con algunas áreas de la filosofía como la fenomenología y la hermenéutica, influenciando en los trabajos de los filósofos Max Scheler, Martin Heidegger, José Ortega y Gasset, Maurice Merleau-Ponty, Ernst Cassirer, Peter Sloterdijk, Gilles Deleuze y Félix Guattari, entre otros. 

## Vida
Nacido en el seno de una familia noble, Uexküll pasó su juventud en el campo y en contacto con la naturaleza hasta la mudanza de la familia a la ciudad alemana de Coburgo en 1875. Allí atendió al Gymnasium y entró en contacto por primera vez con la figura de Immanuel Kant, pensador que se convertiría más tarde en el fundamento de su pensamiento biológico y a quien reconocería en sus libros. Pues, para Uexküll,

la tarea de la biología consiste en expandir las investigaciones de Kant en dos direcciones: (1) considerando la parte que juega nuestro cuerpo, y especialmente por nuestros órganos sintientes y sistema nervioso central, y (2) estudiando las relaciones de los otros sujetos (animales) con los objetos.

La vida de Uexküll estuvo colmada en un inicio de un ateísmo materialista, negándose incluso a asistir a los ritos funerarios por la muerte de su madre. Sin embargo, sus investigaciones acerca de los músculos, desarrolladas hacia el año 1907 en adelante, le llevarían a poner su atención en las respuestas de los seres vivos a los estímulos que presentan en su sistema nervioso; se iría acercando así a un horizonte más filosófico. En 1902, cuando publicó el artículo «Im Kampf um die Tierselee» («En lucha en torno a las almas de los animales»), conoció a quien se convertiría en su esposa, la noble Gudrun von Schwerin. A ella le dedicaría en 1920 el texto Cartas Biológicas a una dama, su trabajo más ligero conceptualmente, que coincide con su visión política en contra del capitalismo voraz y las dinámicas de mercado, así como el repudio al uso de la teoría darwiniana para justificar una economía de la naturaleza.

## Obras
- Leitfaden in das Studium der experimentellen Biologie der Wassertiere (1905)
- Umwelt und Innenwelt der Tiere (1909)
- Bausteine zu einer biologischen Weltanschauung. Gesammelte Aufsätze, herausgegeben und eingeleitet von Felix Gross (1913)
- Biologische Briefe an eine Dame (1920)
- Staatsbiologie: Anatomie-Physiologie-Pathologie des Staates (1920)
- Theoretische Biologie (1920)
- Natur und Leben (1928)
- Die Lebenslehre (1930)
- Streifzüge durch die Umwelten von Tieren und Menschen: Ein Bilderbuch unsichtbarer Welten (1934)
- Niegeschaute Welten. Die Umwelten meiner Freunde. Ein Erinnerungsbuch (1936)
- Der unsterbliche Geist in der Natur. Gespräche (1938)
- Bedeutungslehre (1940)
- Der Stein von Werder (1940)
- Die ewige Frage: Biologische Variationen über einen platonischen Dialog (1944)

## Ediciones en castellano
- Ideas para una concepción biológica del mundo. Buenos Aires: Espasa-Calpe, 1945. Madrid: Calpe, 1922.
- Teoría de la vida. Madrid: Summa, 1944.
- Meditaciones biológicas: la teoría de la significación. Revista de Occidente, 1942.
- Cartas biológicas a una dama. Buenos Aires: Editorial Cactus, 2014. 160 pp. ISBN 978-987-29224-6-7. Madrid: Revista de Occidente, 1925.
- Andanzas por los mundos circundantes de los animales y los hombres. Buenos Aires: Editorial Cactus, 2016. 160 pp.